# Malacopteron magnirostre
A Malacopteron magnirostre a madarak osztályának verébalakúak (Passeriformes) rendjébe és a Pellorneidae családjába tartozó faj.

## Rendszerezése
A fajt Frederic Moore angol entomológus írta le 1854-ben, az Alcippe nembe Alcippe magnirostris néven.

## Alfajai
- Malacopteron magnirostre cinereocapilla (Salvadori, 1868)
- Malacopteron magnirostre magnirostre (Moore, 1854)[3]

## Előfordulása
Délkelet-Ázsiában, Brunei, Indonézia, Malajzia, Mianmar, Szingapúr és Thaiföld területén honos. A természetes élőhelye a szubtrópusi vagy trópusi síkvidéki esőerdők, mocsári erdők és cserjések. Állandó, nem vonuló faj.

## Megjelenése
Testhossza 16,5–18 centiméter, testtömege 16–25 gramm.

## Életmódja
Rovarokkal táplálkozik.